# Sybroopsis
Sybroopsis är ett släkte av skalbaggar. Sybroopsis ingår i familjen långhorningar.
Kladogram enligt Catalogue of Life:
| Sybroopsis | \| \| Sybroopsis discedens \| \| \| \| \| \| Sybroopsis subtruncata \| \| \| \| |
|            | \| \| Sybroopsis discedens \| \| \| \| \| \| Sybroopsis subtruncata \| \| \| \| |
|            | Sybroopsis discedens                                                            |
|            |                                                                                 |
|            | Sybroopsis subtruncata                                                          |
|            |                                                                                 |